# Mistrzostwa Świata w Short Tracku 2024
48. edycja Mistrzostw Świata w Short Tracku odbywała się w dniach 15–17 marca 2024 w holenderskim Rotterdamie. Areną zmagań była hala widowiskowo-sportowa Rotterdam Ahoy.
Organizatorem zawodów była Międzynarodowa Unia Łyżwiarska (ISU).

## Klasyfikacja medalowa
*   Gospodarz ( Holandia)
| Miejsce | Reprezentacja     | Złoto | Srebro | Brąz | Razem |
| ------- | ----------------- | ----- | ------ | ---- | ----- |
| 1       | Chiny             | 4     | 0      | 0    | 4     |
| 2       | Kanada            | 2     | 0      | 2    | 4     |
| 3       | Stany Zjednoczone | 1     | 2      | 3    | 6     |
| 4       | Korea Południowa  | 1     | 2      | 0    | 3     |
| 4       | Holandia*         | 1     | 2      | 0    | 3     |
| 6       | Włochy            | 0     | 2      | 2    | 4     |
| 7       | Kazachstan        | 0     | 1      | 0    | 1     |
| 8       | Australia         | 0     | 0      | 1    | 1     |
| 8       | Polska            | 0     | 0      | 1    | 1     |
| Razem   | Razem             | 9     | 9      | 9    | 27    |

## Medaliści i medalistki

### Mężczyźni
| Konkurencja          | Złoto                                                                        | Czas     | Srebro                                                                                  | Czas     | Brąz                                                                      | Czas     |
| -------------------- | ---------------------------------------------------------------------------- | -------- | --------------------------------------------------------------------------------------- | -------- | ------------------------------------------------------------------------- | -------- |
| 500 metrów           | Lin Xiaojun                                                                  | 41,592   | Dienis Nikisza                                                                          | 41,676   | Jordan Pierre-Gilles                                                      | 52,289   |
| 1000 metrów          | William Dandjinou                                                            | 1:25,534 | Pietro Sighel                                                                           | 1:25,555 | Luca Spechenhauser                                                        | 1:26,026 |
| 1500 metrów          | Sun Long                                                                     | 2:23,009 | Jens van ’t Wout                                                                        | 2:23,260 | Brendan Corey                                                             | 2:23,428 |
| Sztafeta 5000 metrów | Chiny Lin Xiaojun · Shaoang Liu · Shaolin Sándor Liu · Sun Long · Li Wenlong | 7:18,468 | Korea Południowa Hwang Dae-heon · Kim Gun-woo · Lee Jeong-min · Seo Yi-ra · Park Ji-won | 7:18,641 | Polska Łukasz Kuczyński · Michał Niewiński · Félix Pigeon · Diané Sellier | 7:19,103 |

### Kobiety
| Konkurencja          | Złoto                                                                                                 | Czas     | Srebro                                                                                  | Czas     | Brąz                                                                            | Czas     |
| -------------------- | --- | -------- | --------------------------------------------------------------------------------------- | -------- | ------------------------------------------------------------------------------- | -------- |
| 500 metrów           | Kim Boutin                                                                                            | 42,626   | Xandra Velzeboer                                                                        | 42,833   | Kristen Santos-Griswold                                                         | 42,929   |
| 1000 metrów          | Kristen Santos-Griswold                                                                               | 1:42,717 | Kim Gil-li                                                                              | 1:43,049 | Arianna Fontana                                                                 | 1:43,074 |
| 1500 metrów          | Kim Gil-li                                                                                            | 2:21,192 | Kristen Santos-Griswold                                                                 | 2:21,413 | Corinne Stoddard                                                                | 2:22,244 |
| Sztafeta 3000 metrów | Holandia Selma Poutsma · Yara van Kerkhof · Michelle Velzeboer · Xandra Velzeboer · Suzanne Schulting | 4:07,788 | Stany Zjednoczone Eunice Lee · Julie Letai · Kristen Santos-Griswold · Corinne Stoddard | 4:08,061 | Kanada Danaé Blais · Kim Boutin · Rikki Doak · Renée Steenge · Courtney Sarault | 4:12,675 |

### Drużynowe
| Konkurencja                   | Złoto                                                                      | Czas     | Srebro                                                                                     | Czas     | Brąz                                                                                      | Czas     |
| ----------------------------- | -------------------------------------------------------------------------- | -------- | ------------------------------------------------------------------------------------------ | -------- | ----------------------------------------------------------------------------------------- | -------- |
| Sztafeta mieszana 2000 metrów | Chiny Fan Kexin · Li Gong · Lin Xiaojun · Shaoang Liu · Sun Long · Wang Ye | 2:37,697 | Włochy Chiara Betti · Andrea Cassinelli · Arianna Sighel · Pietro Sighel · Gloria Ioriatti | 2:37,747 | Stany Zjednoczone Andrew Heo · Marcus Howard · Kristen Santos-Griswold · Corinne Stoddard | 2:39,369 |